# Межанский сельсовет (Браславский район)
Межанский сельсовет — административная единица на территории Браславского района Витебской области Республики Беларусь. Административный центр — агрогородок Межаны.

## Состав
Межанский сельсовет включает 69 населённых пунктов:
- Анисимовичи — деревня
- Бейнары — деревня
- Беляны — деревня
- Боярунишки — деревня
- Братняя Гора — деревня
- Бужаны — деревня
- Великянцы — деревня
- Вербовка — хутор
- Вяжи — деревня
- Герчаны — деревня
- Гусаровщина — хутор
- Дудишки — хутор
- Ельно — деревня
- Емельянишки — деревня
- Жвирбли — деревня
- Заеленцы — деревня
- Зазоны — деревня
- Запрудье — хутор
- Зарачье — деревня
- Злото — деревня
- Зыбки — деревня
- Калиты — деревня
- Карасино — деревня
- Кишкелишки — деревня
- Клеменсполье — деревня
- Коленкишки — деревня
- Коханишки — деревня
- Красносельцы — деревня
- Кривасели — деревня
- Крюки — деревня
- Лакутишки — деревня
- Мартинковичи — деревня
- Майшули — деревня
- Марьянполье — деревня
- Межаны — агрогородок
- Мекяны — деревня
- Миколаюнцы — деревня
- Михалинка — деревня
- Михалишки — деревня
- Мялка — деревня
- Надбережье — хутор
- Новый Двор — деревня
- Нурвянцы — деревня
- Осиновка — хутор
- Павелишки — деревня
- Пашевичи — деревня
- Петровщина — хутор
- Пликишки — деревня
- Плявшкеты — деревня
- Пузыри — деревня
- Пустоселье — деревня
- Пустошка — деревня
- Пучкинишки — деревня
- Пушкаришки — деревня
- Раткуны — деревня
- Ричаны — деревня
- Рожево — деревня
- Свилюки — деревня
- Смялка — хутор
- Сорокино — хутор
- Станковичи — деревня
- Струсто — деревня
- Субботишки — деревня
- Урбаны — деревня
- Усяны — деревня
- Ушанишки — деревня
- Шевелишки — деревня
- Ясная Гора — хутор

На территории сельсовета ранее существовали хутора Белюнишки, Ковалишки, Ютишки и деревня Иланцы.

## Озёра
На территории сельсовета расположены озёра Дривяты, Ельно, Струсто, Ричи и Дрисвяты.